# Église luthérienne – Synode du Missouri
 (avril 2024).
L'Église luthérienne – Synode du Missouri est la huitième plus grande dénomination protestante des États-Unis d'Amérique. Elle est, par ailleurs, la deuxième plus grande institution du luthéranisme après l'Église évangélique luthérienne en Amérique. Son président est Matthew C. Harrison. Elle est membre du Concile luthérien international.
Elle est formée en 1847. L'Église a son siège à Saint-Louis dans le Missouri et compte 1,7 million de membres baptisés et elle a plus de 5 700 paroisses et plus de 5 500 pasteurs. Elle a une forte présence dans le Midwest américain, en particulier chez les familles des Germano-Américains.
Elle a une faible présence dans la province canadienne de l'Ontario mais elle a aussi une église partenaire en Canada s'appelle The Lutheran Church–Canada (Église évangélique luthérienne au Canada). L'Église luthérienne – Synode du Missouri comporte également 6 paroisses francophones au Canada.

## Croyances
Elle croit que la Bible est inspirée par le Saint-Esprit. Elle est aussi une église luthérienne confessionnelle.

## Relations œcuméniques
L'Église luthérienne – Synode du Missouri ne s'associe généralement pas aux organismes œcuméniques ou inter-confessionnels. Elle n'est membre ni du Conseil national des Églises américain, ni de l'Association nationale des évangéliques des États-Unis (en), ni du Conseil œcuménique des Églises, ni de la Fédération luthérienne mondiale. Elle est cependant membre du Concile luthérien international, qui compte environ 30 Églises membres regroupant 7,15 millions de membres.